# Pseudopsodos chrysopterata
Pseudopsodos chrysopterata är en fjärilsart som beskrevs av Pieter Cornelius Tobias Snellen 1874. Pseudopsodos chrysopterata ingår i släktet Pseudopsodos och familjen mätare. Inga underarter finns listade.